# Sielsowiet Szczepicze
Sielsowiet Szczepicze (biał. Шчэпіцкі сельсавет, Szczepicki sielsawiet; ros. Щепичский сельсовет) – sielsowiet na Białorusi, w obwodzie mińskim, w rejonie kleckim, z siedzibą w Domatkanowiczach.

## Demografia
Według spisu z 2009 sielsowiet Szczepicze zamieszkiwało 2351 osób, w tym 2271 Białorusinów (96,60%), 35 Rosjan (1,49%), 26 Polaków (1,11%), 7 Tatarów (0,30%), 6 Ukraińców (0,26%), 5 osób innych narodowości i 1 osoba, która nie podała żadnej narodowości.
Do 2019 liczba ludności spadła do 1924 osób. Największymi miejscowościami były wówczas Szczepicze (702 mieszkańców), Domatkanowicze (557 mieszkańców), Orda (121 mieszkańców) i Łukawce (105 mieszkańców). Liczba ludności żadnej z pozostałych miejscowości nie przekraczała 94 osób.

## Geografia i transport
Sielsowiet położony jest na historycznej Nowogródczyznie, w północnej części rejonu kleckiego. Od południowego wschodu graniczy z Kleckiem. Największą rzeką jest Łań.
Przez sielsowiet przebiegają drogi republikańskie R12 i R103 oraz linia kolejowa Osipowicze – Baranowicze.

## Historia
25 kwietnia 2007 do sielsowietu przyłączono w całości likwidowany sielsowiet Domatkanowicze.
17 maja 2007 siedzibę władz sielsowietu przeniesiono ze Szczepicz do Domatkanowicz.

## Miejscowości
- agromiasteczka:
  - Domatkanowicze
  - Orda
  - Szczepicze
- wsie:
  - Harbunowszczyzna
  - Husaki (hist. Husaki Nowodworskie)
  - Jakszyce
  - Jażewicze
  - Lipka
  - Łukawce
  - Nowodwórka
  - Ściepurzyce
  - Żylicze